# تخدر بالهيدروجين
تخدر بالهيدروجين (المعروف أيضًا باسم تأثير الهيدروجين) هو الحالة النفسية التي يسببها تنفس الهيدروجين عند ضغط مرتفع، يسبب التخدر بالهيدروجين أعراضًا مثل الهلوسة والارتباك والتوهان والتي تشبه عقاقير الهلوسة، يمكن تجربتها من قبل الغواصين في أعماق البحار الذين يغوصون إلى 300 متر (980 قدم) تحت مستوى سطح البحر ويتنفسون خلائط الهيدروجين، ومع ذلك فإن الهيدروجين له تأثير مخدر أقل بكثير من النيتروجين (الذي يسبب المعروف تخدر بالنيتروجين ) ونادرًا ما يُستخدم في الغوص، في اختبارات تأثير التخدر بالهيدروجين -حيث يغوص الغواصون إلى 500 متر (1,600 قدم) مع خليط الهيدروجين والهليوم والأكسجين (هيدريليوكس) التي تحتوي على 49٪ هيدروجين- تبين أنه في حين كان تأثير التخدر بالهيدروجين يمكن كشفه، كانت الأعراض العصبية لـمتلازمة الضغط العالي العصبي معتدلة فقط.